# Aria di Città
| Recensione        | Giudizio |
| ----------------- | -------- |
| Rateyourmusic.com |          |

Aria di Città è il secondo album discografico del Gruppo Jazz Marca (Roberto Magris / Massimo Moriconi/ Franco Polisseni Trio), pubblicato nel 1983 dalla discografica IAF (International Audio Film) e ristampato nel 2009 dall’etichetta inglese Arision.

## Tracce
1. Sensazioni a, b & c – 12:31 (Roberto Magris)
2. 19 e 20: Blues – 2:49 (Roberto Magris/F. Polisseni)
3. Congetture – 5:07 (Roberto Magris)
4. Azzurro – 5:24 (Roberto Magris)
5. Autostrada – 3:10 (F. Polisseni)

## Musicisti
- Roberto Magris - pianoforte
- Massimo Moriconi - contrabbasso
- Franco Polisseni - batteria